# سیلوانیت
سیلوانیت  (به انگلیسی: Sylvanite) با فرمول شیمیایی Ag Au Te4 از مجموعه کانی هاست و با آب شسته می‌شود. کانی مشابه آن کرمزیت است که از نظر شکل بلورها از یکدیگر قابل تفکیک هستند. از نام Transylvanie گرفته شده‌است به آسانی ذوب می‌شود و در اسیدها محلول است. Ag:۱۳٫۲۲٪ Au:۲۴٫۱۹٪ Te:۶۲٫۵۹٪ همراه با انکلوزیون‌های Sb,Pb,Cu برای اولین بار در رومانی کشف شد و از نظر شکل بلور: منشورهای کوتاه و پهن - ماکله، رنگ: سفید نقره‌ای متمایل به زرد، شفافیت: کدر(اپاک)، جلا: فلزی، رخ: کامل - مطابق باسطح، سیستم تبلور: مونوکلینیک و در رده‌بندی سولفور است و منشأ تشکیل آن هیدروترمال است.
همایند کانی‌شناسی (پارانژ) آن کرمزیت- کریزیت- پتزیت- کالاوریت و غیره است
کاربرد آن: کانسار نقره، طلا و تلور، از نظر ژیزمان بلورها با شباهت به حروف هیروگلیف، اسکلت، دندریت، دانه‌ای کمیاب است و بیشتر در رومانی، استرالیا و آمریکا یافت می‌شود.